# Арансюс
Арансю́с (фр. Arhansus) — коммуна во Франции, находится в регионе Новая Аквитания. Департамент — Атлантические Пиренеи. Входит в состав кантона Пеи-де-Бидаш, Амикюз и Остибар. Округ коммуны — Байонна.
Код INSEE коммуны — 64045.

## География
Коммуна расположена приблизительно в 680 км к юго-западу от Парижа, в 180 км южнее Бордо, в 55 км к западу от По.
На северо-западе коммуны протекает река Бидуз.

## Климат
Климат тёплый океанический. Зима мягкая, средняя температура января — от +5°С до +13°С, температуры ниже −10 °C бывают редко. Снег выпадает около 15 дней в году с ноября по апрель. Максимальная температура летом порядка 20-30 °C, выше 35 °C бывает очень редко. Количество осадков высокое, порядка 1100 мм в год. Характерна безветренная погода, сильные ветры очень редки.

## Население
Население коммуны на 2010 год составляло 74 человека.
| 1962 | 1968 | 1975 | 1982 | 1990 | 1999 | 2010 |
| ---- | ---- | ---- | ---- | ---- | ---- | ---- |
| 109  | 95   | 102  | 97   | 98   | 81   | 74   |

## Администрация
| Период | Период | Фамилия                 | Партия | Примечания |
| ------ | ------ | ----------------------- | ------ | ---------- |
| 2001   | 2014   | Марк Аррашу             |        |            |
| 2014   | 2020   | Кристин Эрдозенси-Эчарт |        |            |

## Экономика
В 2010 году среди 43 человек трудоспособного возраста (15—64 лет) 32 были экономически активными, 11 — неактивными (показатель активности — 74,4 %, в 1999 году было 69,8 %). Из 32 активных жителей работали 31 человек (19 мужчин и 12 женщин), безработной была 1 женщина. Среди 11 неактивных 1 человек был учеником или студентом, 5 — пенсионерами, 5 были неактивными по другим причинам.

## Достопримечательности
- Церковь Св. Стефана (XV век)[4].
- Протоисторическая стоянка. Исторический памятник с 1980 года[5].

## Фотогалерея
- Церковь Св. Стефана
- Интерьер церкви Св. Стефана
- Мэрия
- Ферма
- Фронтон (площадка для игры в пелоту)
- Баскская стела
- Баскская стела
- Баскская стела
- Река Бидуз